# رودریگو ایالا
رودریگو ایالا (انگلیسی: Rodrigo Ayala؛ زادهٔ ۱۱ اوت ۱۹۹۴) بازیکن فوتبال اهل آرژانتین است.
از باشگاه‌هایی که در آن بازی کرده‌است می‌توان به باشگاه فوتبال استودیانتس اشاره کرد.